# Mystery Song
Mystery Song è un brano hard rock prodotto dalla band inglese Status Quo, pubblicato come singolo nel luglio 1976.

## La canzone
Secondo singolo estratto dall'album Blue for You, affronta nel testo la particolare tematica del rapporto con una prostituta e musicalmente si rivela uno dei brani più potenti e frenetici mai incisi dal longevo gruppo inglese, con toni ruvidi, ritmica incalzante e chitarre infuocate per quattro minuti di furioso hard rock.

### Concezione
Il pezzo nacque casualmente alla fine del 1975, mentre gli Status Quo erano in studio per incidere l'album Blue for You. Finita una delle sessioni di registrazione, i componenti del gruppo si concessero un po' di relax prima di andare a riposare, bevendo un tè. Tuttavia Rossi,  per goliardia, ebbe l'idea di 'correggere' il tè di Parfitt aggiungendovi, ad insaputa di quest'ultimo, dello speed (anfetamina). 
Mentre il resto della band si allontanava dallo studio, Parfitt rimaneva a provare alcuni accordi con la sua chitarra. La mattina seguente, al rientro dal riposo, il chitarrista veniva trovato nella medesima posizione della sera precedente, ma con in mano gran parte del testo e i giusti riff per un nuovo pezzo.  A causa della notte passata in bianco, Parfitt era così stremato da non riuscire a dare un titolo al brano: da qui il titolo di Mystery Song.

### Testo
Il testo mantiene volutamente un taglio ambiguo e indiretto, al fine di aggirare le difficoltà di eventuali problemi legati alla censura del tempo. Solo in seguito Parfitt ammise che le liriche tratteggiano l'approccio con una prostituta: il protagonista descrive il forte senso di attrazione che prova verso di lei e l'incapacità di resistere al desiderio di approcciarla offrendole del denaro come gli altri ma in conclusione legandosi sempre più emotivamente alla donna, con la speranza di indurla un giorno a cambiare vita.

## Analisi musicale
Il brano è suonato con accordatura in Sol aperto o Open G tuning, un particolare genere di accordatura aperta e apposizione di un capotasto sul secondo tasto.

### Versione integrale
La versione estesa del pezzo inclusa nell'album Blue for You presenta una struttura complessa con una durata di 6:44 min. articolata in quattro distinte sezioni musicali. La prima sezione comincia con l'ingresso di tutti e quattro gli strumenti (due chitarre elettriche, basso e batteria) ma con tonalità morbide che vanno via via a sfumare verso un tappeto sonoro fievole e leggero, in cui la batteria si assenta e la voce di Rick Parfitt in maniera quasi sussurrata ripete per tre volte la frase I see that look on your face.
Al min. 1:15 cambia drasticamente il tempo con un nuovo riff di chitarra ripetuto in crescendo fino al min. 1:38 quando irrompono bruscamente anche il basso e la batteria ma con un sound decisamente più frenetico e violento e la voce di Parfitt aggressiva e irruente. Tale sezione si compone di due strofe, un guitar solo e una strofa finale che si chiude altrettanto improvvisamente al min. 5.07.
Parte quindi la terza sezione che riprende in parte la prima, sviluppando il tema iniziale e conducendo ad una sorta di provvisoria quiete sonora accompagnata da fill di batteria che a partire dal 06:01 min. introducono alla quarta sezione in cui il pezzo sfuma su una variazione tematica più veloce che richiama elementi jazz.

### Versione 45 giri
La versione pubblicata come singolo il 2 luglio 1976 ha una durata di 3:58 min. e contiene solo la seconda sezione della versione integrale, con una lieve modifica nel finale.

## Accoglienza
Il 45 giri staziona per nove settimane nelle charts britanniche con un picco al n. 11. Per la vigoria del timbro sonoro, la frenetica intensità del ritmo e l'irruenza dell'interpretazione vocale, il pezzo viene ritenuto da molti musicisti anticipatore del metal.

## Riedizioni
- Nel 2014 gli Status Quo ne incidono una nuova versione completamente acustica per l'album  Aquostic (Stripped Bare).[16][17]

## Tracce
1. Mystery Song - 3:58 - (Parfitt/Young)
2. Drifting Away - 5:05 - (Parfitt/Lancaster)

## Formazione
- Francis Rossi (chitarra solista, voce)
- Rick Parfitt (chitarra ritmica, voce)
- Alan Lancaster (basso, voce)
- John Coghlan (percussioni)

## British singles chart
| Posizione | 48 | 34 | 27 | 18 | 15 | 11 | 13 | 17 | 28 | uscito |